# 陈晓明 (文艺理论家)
陈晓明，北京大学中国语言文学系教授，主要从事中国当代文学、文学理论等方面的研究工作。出版有《中国当代文学主潮》、《无法终结的现代性》等书，担任中央文史研究馆馆员，入选中华人民共和国教育部2011年度"长江学者"特聘教授。